# Noel Baxter
Noel Baxter (ur. 25 lipca 1981 w Dundee) – brytyjski narciarz alpejski, dwukrotny olimpijczyk.

## Kariera
Po raz pierwszy na arenie międzynarodowej pojawił się 6 stycznia 1997 roku podczas zawodów w belgijskiej miejscowości Flaine. Zajął wtedy w zjeździe 23. miejsce na 50 sklasyfikowanych zawodników. Debiut w Pucharze Świata zanotował 12 stycznia 2002 roku, kiedy to w Wengen nie zdołał się zakwalifikować do drugiego przejazdu w slalomie. 2 lata później w tej samej miejscowości zdobył swoje pierwsze pucharowe punkty w karierze – zajął wówczas 26. miejsce w slalomie. W zawodach pucharu świata punktował jeszcze dwa razy.
W 2001 roku uczestniczył na mistrzostwach świata juniorów w Verbier. Startował tam tylko w slalomie, zajmując 26. pozycję. Na igrzyskach w Salt Lake City w 2002 roku podobnie wystartował tylko w slalomie. Zajął w nim 20. lokatę. Na igrzyskach startował jeszcze 4 lata później w Turynie. Tam z kolei kombinację skończył na 14. miejscu, natomiast w slalomie podobnie jak na poprzednich igrzyskach na 20. pozycji. Czterokrotnie startował na mistrzostwach świata. Najlepszy wynik osiągnął na Mistrzostwach Świata 2007 w szwedzkim Åre, gdzie w slalomie był piętnasty.

## Osiągnięcia

### Igrzyska olimpijskie
| Miejsce | Dzień     | Rok  | Miejscowość    | Konkurencja | Czas biegu | Strata | Zwycięzca         |
| ------- | --------- | ---- | -------------- | ----------- | ---------- | ------ | ----------------- |
| 20.     | 23 lutego | 2002 | Salt Lake City | Slalom      | 1:49,64    | +8,58  | Jean-Pierre Vidal |
| 14.     | 14 lutego | 2006 | Turyn          | Kombinacja  | 3:12,79    | +3,44  | Ted Ligety        |
| 20.     | 25 lutego | 2006 | Turyn          | Slalom      | 1:47,22    | +4,08  | Benjamin Raich    |

### Mistrzostwa świata
| Miejsce | Dzień     | Rok  | Miejscowość  | Konkurencja     | Czas biegu | Strata | Zwycięzca       |
| ------- | --------- | ---- | ------------ | --------------- | ---------- | ------ | --------------- |
| 24.     | 16 lutego | 2003 | Sankt Moritz | Slalom          | 1:43,14    | +2,48  | Ivica Kostelić  |
| 21.     | 12 lutego | 2005 | Bormio       | Slalom          | 1:47,19    | +5,85  | Benjamin Raich  |
| 25.     | 8 lutego  | 2007 | Åre          | Superkombinacja | 2:33,81    | +4,82  | Daniel Albrecht |
| 15.     | 17 lutego | 2007 | Åre          | Slalom          | 2:02,83    | +5,50  | Mario Matt      |
| 17.     | 15 lutego | 2009 | Val d’Isère  | Slalom          | 1:54,04    | +9,83  | Manfred Pranger |

### Mistrzostwa świata juniorów
| Miejsce | Dzień    | Rok  | Miejscowość | Konkurencja | Czas biegu | Strata | Zwycięzca     |
| ------- | -------- | ---- | ----------- | ----------- | ---------- | ------ | ------------- |
| 26.     | 8 lutego | 2001 | Verbier     | Slalom      | 1:31,19    | +5,47  | Stefan Kogler |

### Puchar Świata

#### Miejsca w klasyfikacji generalnej
- sezon 2001/2002: –
- sezon 2002/2003: –
- sezon 2003/2004: 135.
- sezon 2004/2005: –
- sezon 2005/2006: 143.
- sezon 2006/2007: –
- sezon 2007/2008: –
- sezon 2008/2009: –
- sezon 2009/2010: –
- sezon 2010/2011: –